# Enneapterygius clarkae
Enneapterygius clarkae es una especie de pez de la familia Tripterygiidae en el orden de los Perciformes.

## Morfología
• Los machos pueden llegar alcanzar los 2,5 cm de longitud total.

## Hábitat
Es un pez de mar y de clima tropical.

## Distribución geográfica
Se encuentra desde el Mar Rojo hasta KwaZulu-Natal (Sudáfrica) y Comoras.